# Justicia ciliata
Justicia ciliata är en akantusväxtart som beskrevs av Nikolaus Joseph von Jacquin. Justicia ciliata ingår i släktet Justicia och familjen akantusväxter. Inga underarter finns listade i Catalogue of Life.